# Simone Desprez
Pour les articles homonymes, voir Desprez.
Simone Desprez, née à Amiens le 15 octobre 1882 et morte à Paris le 23 mai 1970, est une peintre française.

## Biographie
Élève de René Prinet et André Lhote, elle expose au Salon des indépendants en 1929.